# IC 1364
IC 1364 је галаксија у сазвјежђу Ждријебе која се налази на листи објеката дубоког неба у Индекс каталогу.
Деклинација објекта је + 2° 46' 13" а ректасцензија 21h 13m 24,6s. Привидна величина (магнитуда) објекта IC 1364 износи 13,8 а фотографска магнитуда 14,8. IC 1364 је још познат и под ознакама MCG 0-54-6, CGCG 375-13, 2ZW 107, NPM1G +02.0486, PGC 66367.